# 巴赫尼亞鄉
46°22′N 24°29′E / 46.367°N 24.483°E
巴赫尼亞鄉（羅馬尼亞語：Comuna Bahnea, Mureș），是羅馬尼亞的鄉份，位於該國中部，由穆列什縣負責管轄，面積92平方公里，海拔高度300米，2007年人口3,831，人口密度每平方公里42人。